# Pierre Bengtsson (Fußballspieler, 1979)
Pierre Bengtsson (* 1. Mai 1979) ist ein ehemaliger schwedischer Fußballspieler. Der Defensivspieler bestritt über hundert Spiele im schwedischen Profifußball.

## Werdegang
Bengtsson entstammt der Jugend des Tyresö FF, für den er im unterklassigen Ligabereich im Erwachsenenbereich debütierte. Anfang 2002 wechselte er zu Assyriska Föreningen. Hier war er auf Anhieb Stammspieler und verpasste in den ersten drei Spielzeiten in der zweitklassigen Superettan kein Spiel. Am Ende der Spielzeit 2004 stieg er mit dem Klub in die Allsvenskan auf. Hier war die Mannschaft jedoch chancenlos und stieg mit lediglich 14 Punkten abgeschlagen als Tabellenletzte wieder ab. Auch in der zweiten Liga verpasste die Mannschaft den Klassenerhalt, in 25 Spielen in der drittklassigen Division 1 trug er jedoch zum direkten Wiederaufstieg bei. In der Folge rückte er insbesondere verletzungsbedingt ins zweite Glied. Ende 2009 verzichtete der Klub daher zunächst auf eine Vertragsverlängerung, ehe er Anfang 2010 doch noch ein neues Arbeitspapier unterzeichnete. Letztlich beendete er Ende 2010 nach 163 Ligaspielen für Assyriska seine Profilaufbahn und ließ seine Karriere beim Amateurklub BK Saturnus ausklingen.